# Июльский кризис

Союзные блоки в Европе накануне кризиса

Июльский кризис (1914) — дипломатическое столкновение крупнейших европейских держав летом 1914 года на фоне Сараевского убийства, приведшее к Первой мировой войне.
28 июня 1914 года член сербской националистической группировки «Млада Босна» Гаврила Принцип застрелил австрийского эрцгерцога, наследника австро-венгерского престола Франца Фердинанда и его супругу, которые совершали визит в Боснию, присоединенную к Австро-Венгрии в 1908 году.
Австро-венгерское правительство предъявило Сербии ультиматум с требованием наказать виновных и допустить своих представителей к расследованию. Дипломатической целью Австро-Венгрии являлось ослабление Сербии как альтернативной силы на Балканах (прежде всего — в Боснии, где сербы составляли этническое большинство) и в южных районах самой габсбургской империи — Крайне. Предполагалось, что Австро-Венгрия достигнет своих целей при помощи дипломатии или локальной войны в случае отклонения данного ультиматума, условия которого были выдержаны в достаточно резких тонах.
В конечном итоге, цепь событий привела к тому, что всего в течение недели в состоянии войны друг с другом оказались восемь европейских держав — Сербия, Австро-Венгрия, Россия, Германия, Люксембург, Франция, Бельгия, Великобритания — это привело к дальнейшей цепной реакции и разрастанию военного конфликта, позже ставшего известным как Первая мировая война.

## Истоки кризиса

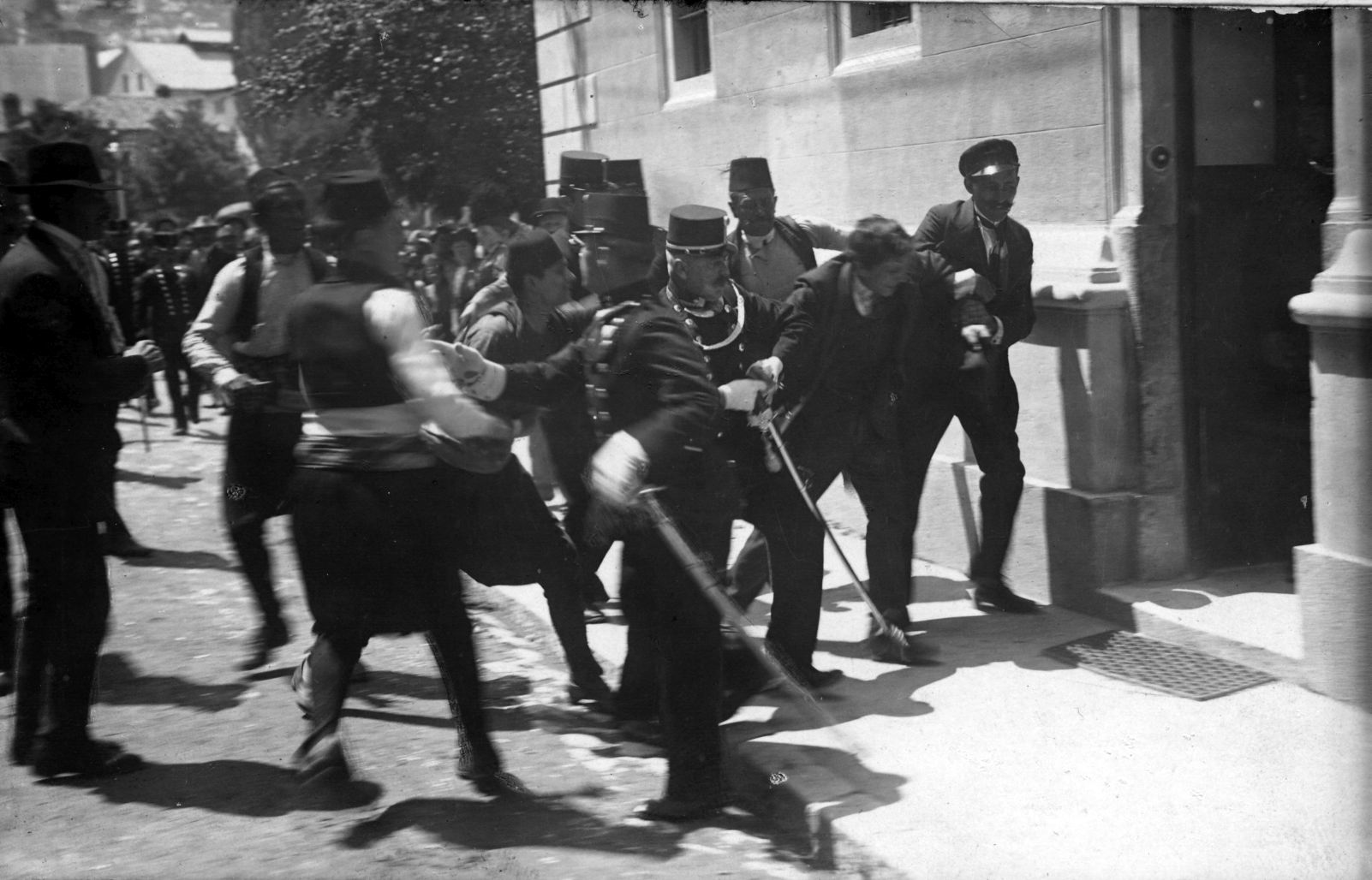
Фото, часто ошибочно представляемое как арест Гаврилы Принципа в Сараево. На самом деле это некий Фердинанд Бехр, пытавшийся предотвратить расправу толпы над Принципом или Чабриновичем. Фото сделано возле входа в тюрьму Сараево, находящуюся через дорогу от Ратуши.

В начале XX века в Австро-Венгрии активизировалось национальное движение славянских народов, вдохновителем которого на Балканах было независимое Королевство Сербия. Идея объединения южных славян вокруг Сербии оказывала значительное влияние и на славян Австро-Венгрии. У отдельных последователей эта идея формировала радикальные взгляды, в результате чего они стали на путь террора.
Сербские националисты расценили появление австрийского престолонаследника на Балканах как образ врага всех южных славян. Сразу после убийства следствие определило, что все террористы были подданными Габсбургской империи и перед покушением на Франца Фердинанда успели получить оружие из Сербии. Австрийские следователи ошибочно установили, что инициатором акции стала сербская националистическая организация «Народная оборона»; на самом же деле контроль над операцией осуществлял глава сербской разведки Драгутин Димитриевич. Поскольку террористы признались, что пересечь границу им помогли сербские пограничники, у австрийцев появились веские причины обвинить Сербию в терроризме. Часть австро-венгерских политиков и военных считала, эту проблему необходимо было решать силовым путём, ведь сербские власти, по их мнению, делали все для того, чтобы подорвать положение монархии на Балканском полуострове.

## Австрийско-сербские отношения

### Позиция Австро-Венгрии

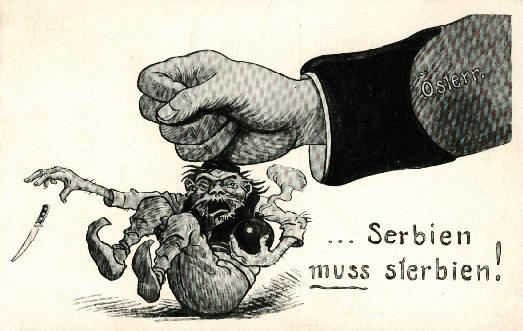
Австрийская карикатура «Сербия должна погибнуть»

Австро-венгерские политические круги волновало то влияние, которое Сербия не могла не произвести на славян, проживавших в империи. Любые попытки сербов к малейшему национальному сепаратизму расценивались имперской властью как прямая угроза существованию Австро-Венгерского государства. Убийство эрцгерцога стало для Австрии оправданием агрессивных действий против Сербии, которые могли бы ликвидировать такую угрозу. Кроме того, монархия больше не могла противодействовать Сербии в занятии значительных территорий вследствие Балканских войн.
Руководителем штаба бароном Францем Конрадом фон Гётцендорфом было принято решение — немедленно объявить мобилизацию и таким образом заставить сербское правительство осуществлять усиленный контроль над террористическими группировками в целях приостановления подобных антиавстрийских действий. Против такого решения проблемы существовал аргумент — угроза военного выступления против сербов могла вызвать вспышку национализма в Чехии и привести к революции.
Успех любой акции против Сербии зависел от того, выступит ли в поддержку Сербии Российская империя. Правительство Австро-Венгрии опасалось этого, однако ещё со времен Боснийского кризиса надеялось на поддержку Германии.
Вскоре министр иностранных дел Австро-Венгрии граф Берхтольд и Конрад фон Гётцендорф решили просить Германию о поддержке. Кайзер заверил австрийцев, что Австрия может рассчитывать на полную поддержку Германии, даже в случае вмешательства России.

### Австрийский ультиматум Сербии
На заседании Совета министров Австро-Венгрии 7 июля премьер-министр Венгрии граф Иштван Тиса заявил, что решено выступать против Сербии. 14 июля правительство Австрии согласилось с венгерским проектом ультиматума, а 19 июля был окончательно утверждён его текст
.
Ультиматум должен был быть вручён сербскому правительству 23 июля.
Согласно этому документу, Сербия должна согласиться на ряд фактически неприемлемых[уточнить] для государства условий:
1. Запретить издания, пропагандирующие ненависть к Австро-Венгрии и нарушение её территориальной целостности
2. Закрыть общество «Народная Оборона» и все другие союзы и организации, ведущие пропаганду против Австро-Венгрии
3. Исключить антиавстрийскую пропаганду из народного образования
4. Уволить с военной и государственной службы всех офицеров и чиновников, занимающихся антиавстрийской пропагандой
5. Сотрудничать с австрийскими властями в подавлении движения, направленного против целостности Австро-Венгрии
6. Провести расследование против каждого из участников сараевского убийства с участием в расследовании австрийского правительства
7. Арестовать майора Воислава Танкосича и Милана Цигановича, причастных к сараевскому убийству
8. Принять эффективные меры к предотвращению контрабанды оружия и взрывчатки в Австрию, арестовать пограничников, помогавших убийцам пересечь границу
9. Дать объяснения насчёт враждебных к Австро-Венгрии высказываний сербских чиновников в период после убийства
10. Без замедления информировать австрийское правительство о мерах, принятых согласно предыдущим пунктам[2].

Австрия считала, что именно этот момент для начала войны является наиболее благоприятным даже в случае вмешательства России, ввиду того, что последняя ещё не была готова к войне. В этом случае ожидание в несколько лет оказывалось угрожающим, ведь Российская империя могла за это время усилить свою мощь. Германия неоднократно заявляла о своих намерениях поддержать австрийцев, но надеялась на страх российских чиновников.
В течение трёх недель после убийства Франца Фердинанда не было никаких признаков, которые указывали бы на международный кризис; командующий сербской армией в это время отдыхал на австрийском курорте. Австро-Венгрия же задерживала отправку ультиматума Сербии, поскольку хотела дать больше времени на заготовку продовольствия перед тем, как хозяйство империи понесёт потери.
До 23 июля с рабочим визитом в Санкт-Петербурге с целью дипломатических переговоров находился французский президент Раймон Пуанкаре. Хотя глава министерства иностранных дел России Сергей Сазонов был в отпуске, российское правительство уже знало, что Австрия готовит военную интервенцию против Сербии. Когда 20 июля Пуанкаре приехал в Россию, как немцы, так и австрийцы обеспокоились тем фактом, что на решение российского правительства мог влиять настроенный против Германии Николай II и посол Франции. Хотя ничего конкретного на переговорах решено не было, визит свидетельствовал о незыблемости прежнего союза между Францией и Россией.

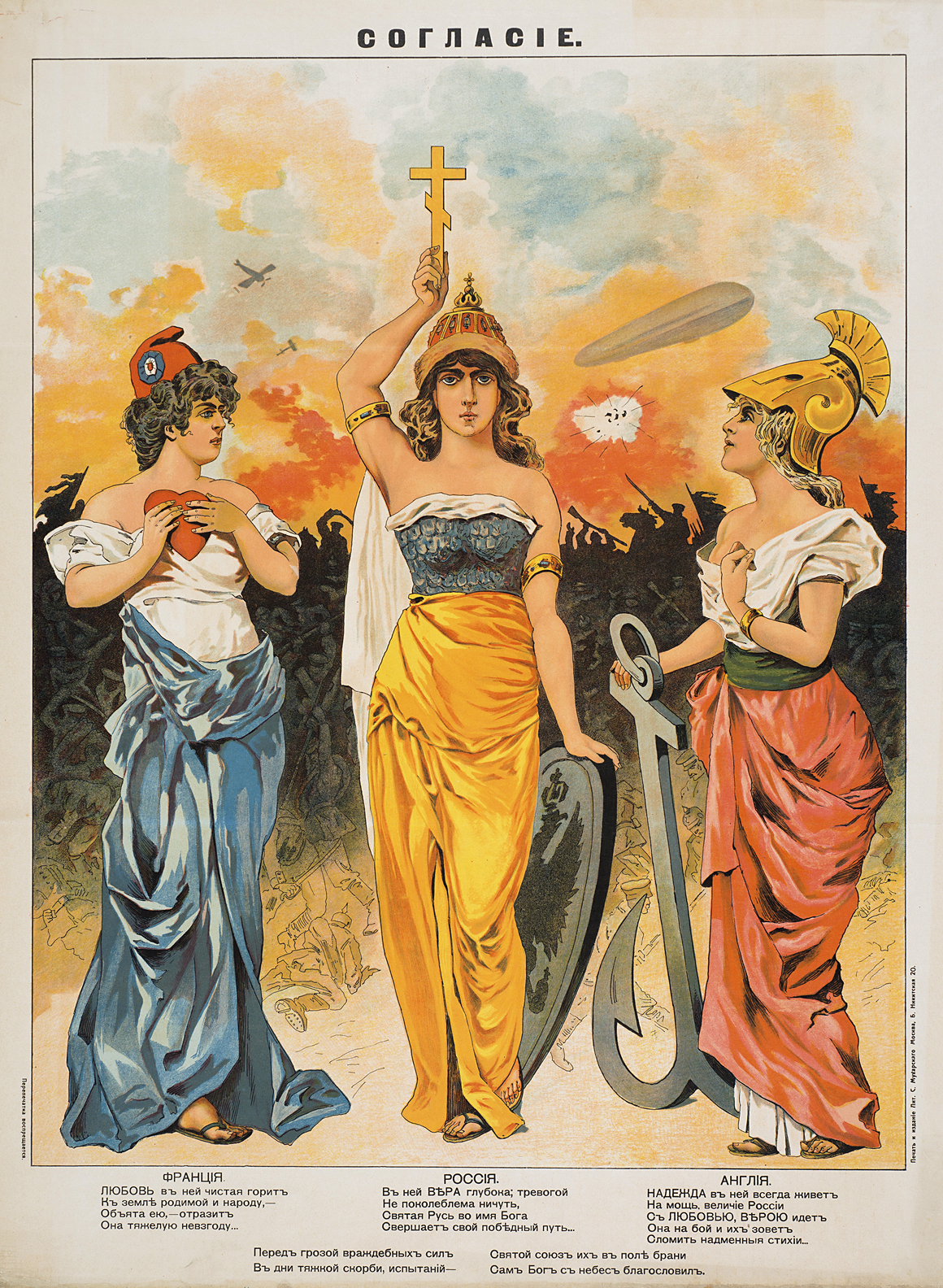
Аллегорическое изображение стран Антанты на российском плакате (1914)

23 июля, в 18 часов, посол Австро-Венгрии вручил ультиматум министру иностранных дел Сербии. На ответ отводилось 48 часов. Российский министр Сазонов заявил, что это стало началом европейской войны. Для Сербии же ультиматум стал серьёзной неожиданностью. Государство было ослаблено двумя войнами и переживало внутриполитический кризис; сербское правительство пыталось тянуть время в надежде на возможность посредничества итальянского короля, дяди принца-регента Александра. Однако австрийцы довольно жестко ограничили время на размышления и решать необходимо было срочно.

### Ответ сербской стороны
Королевское правительство Сербии в своём ответе Императорско-королевскому правительству Австро-Венгрии написало, в частности, следующее:
Королевское правительство обязуется далее:
1. Во время ближайшего очередного заседания Скупщины воплотить в законы о печати статью, сурово наказывающую подстрекательство к ненависти к Австро-Венгерской монархии, а также любую публикацию, общая тенденция которой направлена против территориальной целостности Австро-Венгрии. Оно обязуется пересмотреть конституцию, чтобы внести поправки к XXII статье Конституции, которая разрешает конфискацию таких изданий, что в настоящее время невозможно в соответствии с четким определением XII статьи Конституции.
2. Правительство не обладает доказательствами — и сведения Императорско-королевского правительства их тоже не содержат — что общество «Народна Одбрана» и другие подобные общества совершили, к настоящему времени, какие-либо преступления руками одного из своих членов. Несмотря на это, Королевское правительство подчиняется требованию Императорско-королевского правительства и распустит общество «Народна Одбрана» и любое другое общество, которое действовало бы против Австро-Венгрии.
3. Королевское правительство Сербии обязуется незамедлительно исключить из народного просвещения в Сербии всё то, что служит или могло бы служить пропагандой против Австрии-Венгрии, при условии, что Императорско-королевское правительство даст фактические доказательства этой пропаганды.
4. Королевское правительство также готово уволить из военной службы и из администрации офицеров и чиновников, в отношении которых судебное следствие докажет, что они были виновны в действиях против территориальной целостности Австро-Венгерской монархии, и оно ожидает, что Императорско-королевское правительство сообщит имена этих офицеров и чиновников и факты, с которыми будут предъявлены обвинения.
5. Королевское правительство признает, что ему не ясны смысл и объём требования Императорско-королевского правительства, по которому сербское королевское правительство обязано принять на сербской территории сотрудничество органов Императорско-королевского правительства, но оно заявляет, что оно готово принять любое сотрудничество, которое не противоречит нормам международного и уголовного права, а также дружественных и добрососедских отношений.
6. Королевское правительство, разумеется, считает своим долгом начать расследование в отношении всех лиц, участвовавших в заговоре 15/28 июня и оказавшихся на территории Королевства. Что же касается сотрудничества в этом расследовании специально посланных должностных лиц Императорско-королевского правительства, то Королевское правительство не может этого принять, так как это является нарушением Конституции и уголовно-процессуального законодательства. Тем не менее, в некоторых случаях результаты расследования могут быть переданы австро-венгерским органам.
7. Королевское правительство приказало приступить с самого вечера передачи ноты к аресту майора Воислава Танкосича. Однако, что касается насколько Милана Цыгановича, который является подданным Австро-Венгерской монархии, и который работал до 15/28 июня в Железнодорожном управлении, до сих пор невозможно установить его местонахождение, хотя был выписан ордер. Императорско-королевскому правительству направлена просьба сообщить как можно скорее, с целью проведения расследования, существующие основания для подозрений и доказательства вины, полученные в ходе расследования в Сараево.
8. Правительство Сербии усилит меры против контрабанды оружия и взрывчатых веществ. Разумеется, оно поручит провести расследование и накажет должностных лиц пограничной службы на линии Шабац-Лозница, нарушивших свои обязанности и пропустивших через границу участников преступления в Сараево.
9. Королевское правительство готово дать объяснения о высказываниях, которые его должностные лица в Сербии и за рубежом сделали в интервью после покушения, и которые, по утверждению Императорско-королевского правительства, враждебны к монархии. Как только Императорско-королевское правительство укажет, где эти выражения были сделаны, и докажет, что эти высказывания были действительно сделаны указанными чиновниками, Королевское правительство само позаботится о дальнейшем сборе доказательств.
10. Королевское правительство будет уведомлять Императорско-королевское правительство, если это не было уже сделано в данной ноте, об исполнении вышеуказанных мер.
Таким образом, Сербия приняла все условия ультиматума, за исключением шестого пункта — об участии австрийцев в расследовании убийства Франца-Фердинанда, поскольку оно затрагивало суверенитет страны. Этого было достаточно для усиления ультиматума: если сербы не принимают абсолютно всех его пунктов, это становится поводом к полному разрыву дипломатических отношений.
Отрицательный сербский ответ 25 июля был расценен австрийцами, как неудовлетворительный. Некоторые правительства посчитали, что Сербия так решительно отвергла требования из-за поддержки, которую к тому времени ей уже могла предложить Россия. Однако регент Сербии отправил персональное обращение к российскому императору лишь 24 июля. В нём он жаловался на то, что австрийские требования унизительные, а времени для их принятия было слишком мало. Ответ России стал предсказуемым и однозначным: Австрия была обвинена в умышленной провокации войны, а сербов заверили в частичной мобилизации русских войск.
В течение всего кризиса австрийское и немецкое правительства опасались того, что австрийские требования к Сербии спровоцируют вступление в войну России, что в свою очередь могло привести к европейской войне, однако они верили, что решительные действия Австрии, которую поддержит Германия, сделают это маловероятным.
Посол Австро-Венгрии во Франции граф Николаус Сечен фон Темерин сообщал в Вену: «Радикальная уступчивость Сербии, которая считается здесь недопустимой, произвела сильное впечатление. Наша позиция вызывает мнение, что мы хотим войны любой ценой».

### Объявление войны Сербии
26 июля Австро-Венгрия начала частичную мобилизацию. Немецкое правительство настаивало на том, чтобы военные действия Австрии против Сербии начались срочно, поскольку любое затягивание начала операций рассматривалось как большая опасность из-за риска вмешательства других государств. На следующий день руководитель генерального штаба Австро-Венгрии генерал Конрад фон Гётцендорф был вынужден признать, что мобилизационные планы не позволяют атаковать Сербию ранее 12 августа. Однако решение о начале войны уже было принято, тем более что ответ сербов на австрийскую ноту от 23 июля австрийцев не удовлетворял. 27 июля австрийская дипломатическая миссия покинула Белград. 28 июля Австро-Венгерская империя объявила войну Сербии, поводом к чему стал слух об обстреле австро-венгерских границ сербскими войсками.

## Российская мобилизация и реакция Германии
За день до истечения срока австрийского ультиматума Сербии, 24 июля (11 июля, согласно действовавшему тогда в России календарю) Совет министров Российской империи определил: «<…> II. Одобрить предположение министра иностранных дел посоветовать сербскому правительству на случай, если положение Сербии таково, что она собственными силами не может защищаться против возможного вооруженного наступления Австро-Венгрии, не противодействовать вооруженному вторжению на сербскую территорию, если таковое вторжение последует, и заявить, что Сербия уступает силе и вручает свою судьбу решению великих держав. III. Предоставить военному и морскому министрам, по принадлежности, испросить Высочайшее Вашего Императорского Величества соизволение на объявление в зависимости от хода дел мобилизации четырёх военных округов — Киевского, Одесского, Московского и Казанского, Балтийского и Черноморского флотов. <…>» Император Николай II на следующий день дал согласие на предположения Совета министров
25 июля состоялось заседание Совета министров под председательством Николая II в Красном Селе, где происходили военные манёвры, в малом летнем дворце великого князя Николая Николаевича. На нём было принято решение о вмешательстве в австро-сербский конфликт и привести русскую армию в боевую готовность, «пока не объявлять частичную мобилизацию, но принять все подготовительные меры для скорейшего её (частичной мобилизации) осуществления в случае надобности», всё это сделало первый шаг ко всеобщей большой войне. Несмотря на то, что у России не было никакого союза с Сербией, Совет министров дал согласие на тайную частичную мобилизацию свыше миллиона человек русской армии, а также Балтийского и Черноморского флотов. Было введено в действие «Положение о подготовительном к войне периоде», предполагавшее проведение обширных мобилизационных мероприятий без формального объявления мобилизации. Первым днём «подготовительного к войне периода» на всей территории Европейской России было объявлено 26 июля. Всё это было сделано ещё до отклонения сербами ультиматума и до объявления войны Австрией 28 июля, и конечно до любых иных военных мер предпринятых затем Германией. Как дипломатический ход, это имело свою определённую ограниченную ценность, поскольку Россия не обнародовала эту мобилизацию вплоть до 29 июля.
В это время в Австро-Венгрии и Германии появились основания считать, что Франция не слишком уверенно поддерживает Россию, так как французское правительство действовало нерешительно. Однако французский посол в Петербурге Морис Палеолог уверял русских, что Франция готова выполнить обязательства союзника. 27 июля министры обеих сторон выразили надежду, что в случае начала войны российское командование срочно развернёт военные действия в Восточной Пруссии. После объявления Австро-Венгрией войны Сербии 28 июля ситуация ухудшилась. Немецкое правительство теперь прямо угрожало Франции, заявляя о необходимости введения «состояния угрозы войны», что означало подготовку к мобилизации.
29 июля утром российский император в Петергофе одновременно подписал два альтернативных указа: один о частичной, а другой — о всеобщей мобилизации. Он поручил начальнику Генерального штаба генералу Янушкевичу посоветоваться с министром иностранных дел Сазоновым и «опубликовать тот указ, который сочтет необходимым Сазонов». Состоялось заседание Совета министров, с участием генерала Янушкевича, на котором Янушкевич сообщил решение императора объявить на следующий день частичную мобилизацию. Однако Янушкевич сказал, что если через день после объявления частичной будет произведена общая мобилизация, «графики перевозок воинских поездов и… развертывание войск будут безнадежно перепутаны и мобилизация опоздает на 10 дней». В результате Совет министров решил отложить издание указа о частичной мобилизации и «выждать дальнейшее развертывание событий». Вечером состоялось совещание в кабинете генерала Янушкевича с участием Сазонова и военного министра Сухомлинова, которое пришло к заключению, что «ввиду малого вероятия избежать войны с Германией, необходимо своевременно всячески подготовиться к таковой, а потому нельзя рисковать задержать общую мобилизацию впоследствии путем выполнения ныне мобилизации частичной». Заключение совещания о необходимости общей мобилизации было тут же доложено по телефону императору, который выразил согласие на отдачу соответствующих распоряжений.
Начальник мобилизационного отдела Генерального штаба генерал Добророльский по приказу Янушкевича собрал подписи военного министра, морского министра и министра внутренних дел, после чего прямо на Центральный телеграф, чтобы отправить телеграмму о всеобщей мобилизации. Но в последний момент ему позвонил Янушкевич и приказал не отправлять телеграмму о всеобщей мобилизации, так как по распоряжению императора всеобщая мобилизация должна быть отложена, и вместо неё должна быть выполнена частичная мобилизация.
Вечером 29 июля канцлер Германии Теобальд Бетман-Гольвег телеграфировал Сазонову о том, что дальнейшие действия по мобилизации России заставят Германию начать мобилизацию в ответ, и тогда европейской войны вряд ли можно будет избежать. Кайзер Вильгельм II также направил телеграмму довольно мирного характера Николаю II, заявив о том, что он, нажимая на австрийцев, прикладывает последние усилия для предупреждения войны и надеется на понимание России.
Именно с этой телеграммой Вильгельма были связаны колебания Николая II. Но Сухомлинов и Янушкевич опасались, что Германия может провести мобилизацию раньше России, и поэтому они решили вновь убедить императора через Сазонова в необходимости объявления всеобщей мобилизации. Днём 30 июля Сазонов явился к императору в Петергоф. Сазонов сказал императору, что теперь «войны не избежать, так как она давно решена в Вене, и что в Берлине, откуда можно было ожидать слова вразумления, его произнести не хотят, требуя от нас капитуляции перед Центральными державами, которую Россия никогда не простила бы государю и которая покрыла бы срамом доброе имя русского народа»… Николай II, помолчав, воскликнул: «Это значит обречь на смерть сотни тысяч русских людей. Как не остановиться перед таким решением?» После долгого «невыносимого нравственного напряжения» император наконец сказал Сазонову: «Вы правы. Нам ничего другого не остается делать, как ждать нападения. Передайте начальнику Генерального штаба мое приказание о (всеобщей) мобилизации».
Генерал Добророльский составил новую мобилизационную телеграмму, указав первым днём всеобщей мобилизации 31 (18) июля. Вечером 30 (17) июля Добророльский разослал эту телеграмму.
| Хронология событий - 28 июня: Убийство Франца Фердинанда в Сараево - 20-23 июля: Визит Раймона Пуанкаре в Петербург - 23 июля: Австро-Венгерский ультиматум Сербии - 25 июля: Ответ Сербии на ультиматум - 25 июля: Решение о тайной частичной мобилизации в России - 26 июля: Австро-Венгерская частичная мобилизация - 28 июля: Австро-Венгрия объявляет войну Сербии - 29 июля: Российская частичная мобилизация - 30 июля: Российская всеобщая мобилизация - 31 июля: Австро-Венгерская всеобщая мобилизация - 31 июля: Немецкий ультиматум России — прекратить мобилизацию - 31 июля: Немецкий ультиматум Франции относительно нейтралитета - 1 августа: Французская всеобщая мобилизация - 1 августа: Немецкая всеобщая мобилизация и объявление войны России, а также немецкое вторжение в Люксембург. - 2 августа: Декларация Италии о нейтралитете - 3 августа: Объявление Германией войны Франции - 3 августа Германское вторжение в Бельгию - 4 августа Объявление Британией войны Германии |

30 июля Вильгельм II заявил, что для того, чтобы сербы выполнили своё обещание, австрийцам необходимо оккупировать Белград. Немецкий начальник генштаба Хельмут фон Мольтке также склонял австрийского генерала Конрада фон Гётцендорфа к проведению немедленной мобилизации. Однако австрийское правительство уже объявило, что не намерено захватывать навсегда любые сербские территории.
После объявления Россией мобилизации в европейских газетах распространилась мысль, что Германия также мобилизует войска. Основания для такой информации были, поскольку теперь немцам больше не нужно было затягивать время. 31 июля было опубликовано распоряжение о том, что наступила угроза войны, а в сторону России в ультимативной форме направлялись прямые угрозы:
Несмотря на переговоры о сотрудничестве, которые до сих пор ведутся, мы и сами ещё не приняли никаких мер по мобилизации. Россия объявляет мобилизацию армии и флота против нас. Меры, которые она предприняла, заставили нас ради безопасности Европы объявить «угрозу войны», однако это ещё не означает мобилизацию. Но она может состояться, если Россия не приостановит все приготовления к войне против Австро-Венгрии в течение 12 часов
Это заявление свидетельствовало о том, что июльский кризис вступил в новую стадию. Австрийское правительство надеялось, что жёсткие меры против Сербии и заявления Германии о поддержке сдержат Россию. Россия же, в свою очередь, надеялась на то, что демонстрация своей силы против Австрии позволит её контролировать и сдерживать Германию. Германия теперь считала, что военные действия против Сербии необходимо остановить, ведь немецкая мобилизация может предотвратить выступления русских против Австрии.

Днем 1 августа Николай II телеграфировал Вильгельму: 
Понимаю, что ты должен мобилизировать свои войска, но я желаю иметь с твоей стороны такие же гарантии, какие я дал тебе, т. е. что эти военные приготовления не означают войны и что мы будем продолжать переговоры… Наша долго испытанная дружба должна с Божией помощью предотвратить кровопролитие. С нетерпением и надеждой жду твоего ответа. Ники.
Но в 7 часов вечера по санкт-петербургскому времени германский посол граф Пурталес явился к Сазонову и трижды спросил его, может ли он дать заверение о прекращении враждебных приготовлений против Австрии и Германии. После троекратного отрицательного ответа Сазонова он вручил Сазонову ноту с объявлением войны. Пурталес при этом расплакался и по ошибке вручил два варианта ноты, не очень отличающиеся друг от друга.
По этому поводу Уинстон Черчилль писал жене:
Вот и всё. Германия оборвала последние надежды на мир, объявив войну России. Немецкая декларация о войне против Франции ожидается с секунды на секунду… Мир сошёл с ума, мы должны бороться за себя и за наших друзей.

## Колебания Вильгельма II
1 августа в 16 ч. 23 мин. в министерстве иностранных дел Германии была получена телеграмма из Лондона от германского посла Лихновского. Она сообщала, что Грей осведомил Лихновского через своего личного секретаря Тирелля, что «он надеется в результате заседания кабинета, происходящего сейчас, получить возможность сделать заявления, которые имели бы целью предотвратить великую катастрофу». «Судя по намёкам сэра Уильяма Тирелля, — писал Лихновский, — под этим, по-видимому имелось в виду, что в случае, если мы не нападаем на Францию, Англия также останется нейтральной и гарантирует пассивность Франции […] Только что сэр Эдуард Грей вызвал меня к телефону и спросил меня, считаю ли я возможным дать ему заверения, что в случае если Франция останется нейтральной в русско-германской войне, мы не нападём на Францию».
Вскоре после того, как Лихновский отправил эту телеграмму из Лондона, Тиррель вторично явился в германское посольство с новым заявлением Грея. «Сэр Эдуард желает сделать мне сегодня к вечеру предложение о нейтралитете Англии даже в том случае, если мы будем иметь войну с Францией и Россией», — телеграфировал в Берлин после разговора с Тиреллем Лихновский.
В ходе разговора между Греем и Лихновским, состоявшегося в тот же день около 17 ч., Грей не сделал каких-либо конкретных предложений. Он вновь заявил, что британское правительство недовольно позицией Германии относительно нейтралитета Бельгии и это «действительно влияет на общественные настроения в стране». На прямой вопрос посла, может ли он дать гарантию нейтралитета Англии при условии, что Германия сохранит нейтралитет Бельгии, Грей отвечать отказался. Он также намекнул на возможность для Германии ограничиться войной с Россией, не затрагивая при этом Францию. Лихновский сообщил в Берлин: «Он [Грей] также задал мне вопрос, возможно ли, что в случае войны с Россией мы с Францией останемся взаимно вооружены, не нападая друг на друга. Я спросил, может ли он мне гарантировать, что Франция согласится на такой пакт. Поскольку мы не хотим ни уничтожать Францию, ни захватывать части её территории, я мог полагать, что мы пойдём на подобное соглашение, что обеспечит для нас нейтралитет Великобритании. Министр сказал, что выяснит это, и не преминул признать трудности удержания военных с обеих сторон в бездействии».
Сообщение Лихновского едва не привело к отмене выполнения плана Шлиффена, связанного с нападением на Францию через Бельгию и Люксембург. Вильгельм II послал приказ отменить уже начинавшееся вторжение в Люксембург и потребовал от начальника генерального штаба Мольтке Младшего направить все войска против России. Мольтке настаивал на том, что невозможно отступить от разработанных планов железнодорожных перевозок войск при их развёртывании. В итоге Вильгельм II направил личную телеграмму британскому королю Георгу V, в которой писал, что по «техническим причинам» мобилизацию уже нельзя остановить, но что «если Франция предложит мне нейтралитет, который должен быть гарантирован мощью английского флота и армии, я, разумеется, воздержусь от военных действий против Франции и использую мои войска в другом месте. Я надеюсь, что Франция не станет нервничать».
Поздно вечером в Берлин пришли две телеграммы: одна — от короля Георга V о том, что «произошло недоразумение» и Лихновский неправильно понял Грея, вторая — от самого Лихновского о том, что Грей так и не сделал никакого положительного предложения. Вильгельм II сообщил об этом Мольтке и началось выполнение плана Шлиффена .

## Оккупация Люксембурга
После начала войны и развёртывания германской армии против войск Антанты на Западном фронте Люксембург оказался перевалочным пунктом для 4-й немецкой армии. Одна из железных дорог из Рейнской области во Францию проходила через Труавьерж, на севере Люксембурга. Использование этой железнодорожной станции немецкими войсками 1 августа 1914 г. стало первым нарушением нейтралитета Люксембурга. Премьер-министр Эйшен протестовал, однако не смог предотвратить вторжение немецкой армии.
2 августа началось полномасштабное вторжение: немецкие войска двигались через юго-восточную часть страны, пересекая реку Мозель в Ремихе и Вассербиллиге, в направлении столицы — Люксембурга. Десятки тысяч немецких солдат вступили на территорию Люксембурга в эти двадцать четыре часа. Великая княгиня Мария Аделаида приказала армии Великого княжества, которая состояла из 400 военнослужащих не оказывать сопротивления немецким войскам. Во второй половине дня 2 августа Мария Аделаида и премьер-министр Эйшен встретились с немецким генералом Рихардом Карлом фон Тессмаром на мосту Адольфа в столице. Немецкое военное присутствие было воспринято руководством княжества как неизбежность.

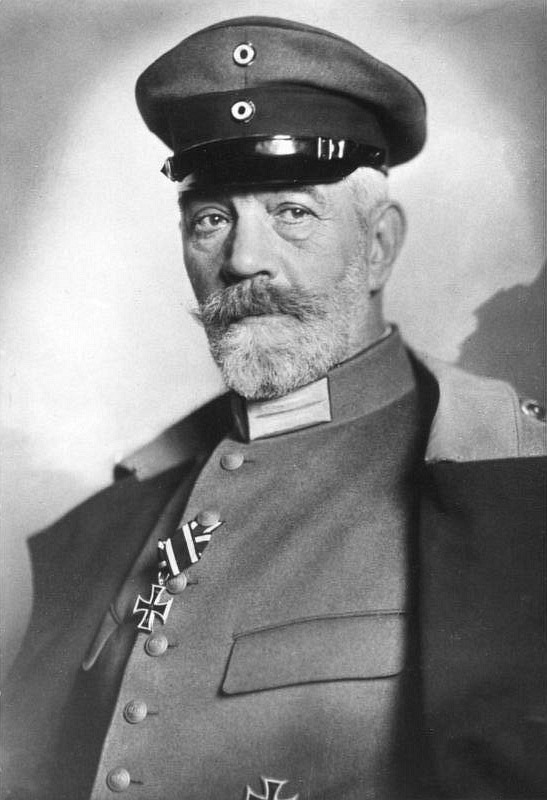
Канцлер Германии Теобальд фон Бетман-Гольвег

2 августа 1914 года канцлер Германии Теобальд фон Бетман-Гольвег заявил, что оккупация Люксембурга оправдана с военной точки зрения, поскольку Франция намеревалась вторгнуться в Люксембург ранее. Французская сторона заявила, что этот аргумент не является оправданием нарушения нейтралитета Великого Герцогства. Бетман-Гольвег также выразил сожаление в связи с оккупацией Люксембурга, предлагая компенсации за потери в связи с присутствием немецких войск. 4 августа Бетман-Гольвег заявил в Рейхстаге:
«Мы были вынуждены игнорировать протесты правительств Люксембурга и Бельгии. Мы должны исправить эту несправедливость, как только наши военные цели будут достигнуты».

## Маневрирование британского правительства
24 июля британское правительство начало проявлять глубокую обеспокоенность по поводу сложившейся ситуации. Перед этим граф Менсдорф, посол Австро-Венгрии в Лондоне, лично сообщил министру иностранных дел Великобритании Эдварду Грею о намерениях Австрии требовать от Сербии выполнения ультиматума в лимитированный срок. Грей так оценил этот шаг австрийского правительства:
Возможные последствия этой ситуации могут быть ужасными. Если четыре больших государства Европы — Австрия, Франция, Россия и Германия — будут втянуты в войну, это повлечёт за собой расход таких колоссальных денежных сумм и создаст такие преграды для торговли, состоится абсолютное разрушение европейских финансовых систем и промышленности. В крупных промышленных государствах положение будет хуже, чем в 1848 году, и трудно представить победителей в этой войне; многое будет полностью разрушенным.

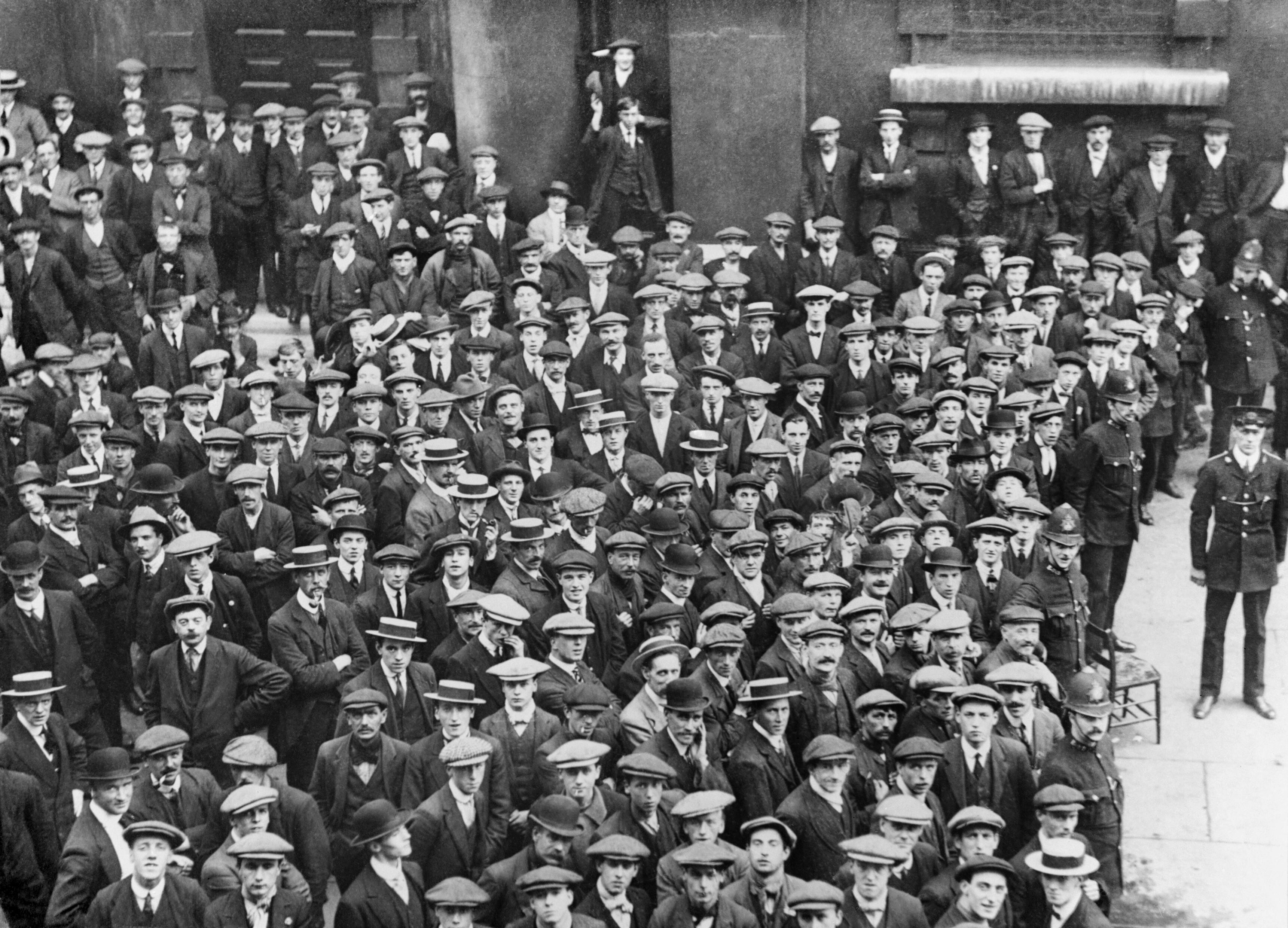
Британские новобранцы на Трафальгарской площади в Лондоне. Август 1914 года

25 июля Эдуард Грей заявил, что Великобритания, Германия, Франция и Италия, которые, в отличие от Австрии, не имели прямых претензий к Сербии, должны действовать за сохранение мира. 26 июля он предложил созвать конференцию с целью решения дальнейших миротворческих действий, однако уже скоро понял, что войну между Австрией и Сербией не удастся локализовать.
27 июля Грей впервые поставил вопрос о вступлении Великобритании в войну в случае начала военных действий Германии против Франции. Хотя среди членов кабинета министров возникла значительная оппозиция к идее вступления Британии в войну, было принято решение о боевой готовности британского флота, который в то время как раз находился на манёврах.
27 июля германский посол в Лондоне передал рейхсканцлеру Теобальд Бетман-Гольвегу телеграмму Грея, в котором министр иностранных дел просил немцев нажать на Австрию с целью принятия сербского ответа на ультиматум. Британцы надеялись, что будущее англо-германских отношений напрямую зависит от совместных миротворческих действий. Грей заявил, что он сделал всё для того, чтобы заставить Россию проявить выдержку.
Между 28 и 31 июля события развивались очень стремительно. Грей ещё имел определённые надежды на успешное посредничество, однако скоро понял, что австрийцы сербам ничем не уступят. Инициатива дипломата потерпела крах, и места для политических манёвров Британии не осталось. Изменились проблемы, стоящие перед британским правительством: теперь он, с одной стороны, оказался перед растущим давлением со стороны Франции и России, которые требовали поддержать их; а с другой, Германия желала британского нейтралитета.
Ещё 25 июля британский посол в Петербурге Джордж Бьюкенен сообщил Сазонову, что при поддержке Британией Франции и России войны не будет. Позже он заявлял французам, что в случае вступления в войну Германии и Франции Британия, которая осуществила все меры предосторожности, не будет стоять в стороне. Однако во время переговоров с Германией, когда Бэтман-Гольвег предложил Британии нейтралитет, Грей начал сомневаться и, отказываясь от сделки, объяснял это необходимостью сохранения свободы действий в условиях кризиса. Долгое время британцы боялись, что их активная поддержка Франции и России сделает правительство последней более непримиримым и заставит отказаться от переговоров. 29 июля кабинет министров признавал, что дальше оставаться в стороне нельзя.
1 августа Эдвард Грей, который так и не получил согласия кабинета министров на выступление Британии на стороне Франции и России, ещё верил, что можно возобновить прямые переговоры между Россией и Австрией, поскольку шанс ненападения Германии на Францию ещё существовал. Европейское сообщество ошибочно считало, что он сделает предложение о британском нейтралитете даже в случае войны России и Франции с Германией. Уже ночью британский посол в Париже получил телеграмму Грея:
Я думаю, французское правительство не будет против нашего нейтралитета до тех пор, пока армия будет оставаться на границах в состоянии обороны.
В 15 часов 40 минут Франция объявила всеобщую мобилизацию. Военный министр Франции выразил надежду, что Британия их поддержит. Следующим утром, 2 августа, Грей раздал указания не проводить преждевременно никаких действий, однако сомнения британцев уже были развеяны, ведь Германия и Россия вступили в войну. 4 августа Великобритания официально объявила войну Германии.

## Франция в период кризиса

### Бельгийская проблема

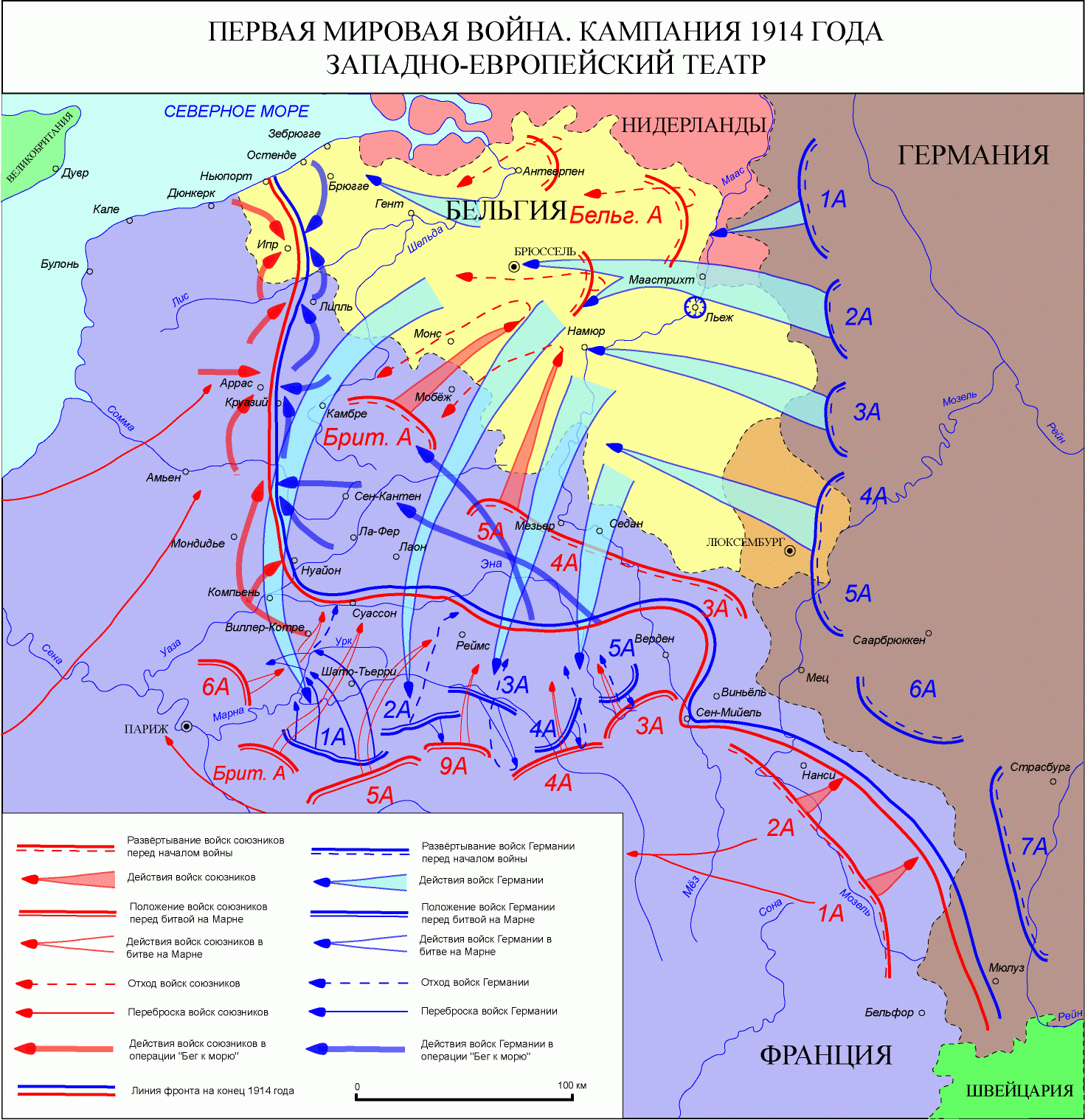
План Шлиффена

План войны на два фронта генерала Шлиффена, выдвинутый немцами ещё в 1905 году, основывался на том, что любая война с Россией будет сопровождаться войной с её союзником — Францией. Кампания должна была начаться решительной атакой на Западе, для чего необходимо было прохождение немецких войск через Бельгию.
Бельгийский нейтралитет гарантировался международным договоренностям со стороны Франции и Пруссии 1839 и 1870 годов. Кроме того, Британия объявила, что берет на себя ответственность бельгийского гаранта. В последние годы перед войной правительство Бельгии стояло в стороне от европейских союзов и постоянно подчеркивало свою нейтральную позицию, не обращаясь за поддержкой ни к одной из стран. Тем не менее, в июле бельгийцы сообщили Британии, что они намерены организовать посильное сопротивление при нарушении нейтралитета и территориальной целостности государства.

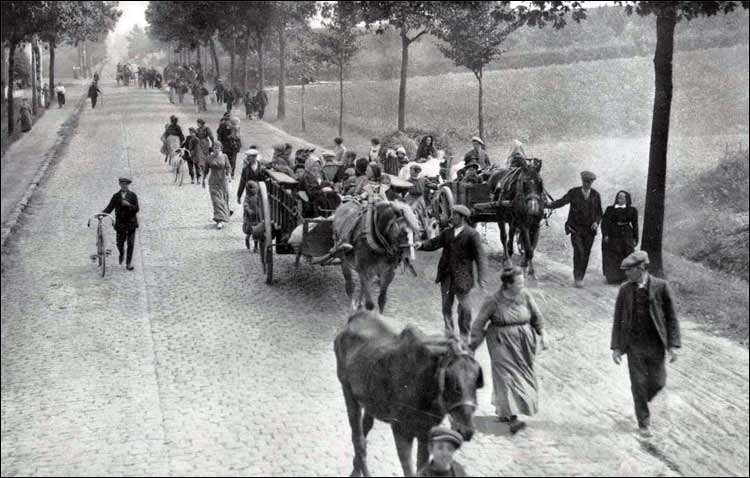
Бельгийские беженцы

29 июля Германия потребовала от бельгийцев разрешения на пересечение границы в обмен на сохранение суверенитета и целостности территории Бельгии. Прежде чем немецкая нота пришла в Бельгию, Эдвард Грей спросил чиновников Франции и Германии, готовы ли они уважать бельгийский нейтралитет до тех пор, пока определённая сторона не нарушит его. Французы сразу же ответили утвердительно, а немцы задержали ответ. Грей доложил об этом бельгийскому правительству, однако последнее не видело причин для проверки намерений других государств относительно себя и заявило о хороших отношениях с соседями. Вопрос о нейтралитете был важен для британцев, однако не настолько, чтобы сразу же решиться на поддержку Франции. По словам Черчилля, «если Германия вторгнется лишь на небольшую территорию Бельгии, бельгийское правительство заявит протест и подчинится».

### Давление на Британию
По мнению британских консерваторов, Великобритания не могла участвовать в большой войне, поскольку это означало бы отказ от независимости во внешней политике. Французская сторона по возвращении из Петербурга, наоборот, надеялась на немедленную действенную поддержку Британии, потому что ещё в 1912 году Грей и французский посол согласились на сотрудничество в случае опасности в Европе.
До 30 июля французские войска уже были подтянуты к немецкой границе на расстояние 10 км. Через 48 часов свобода действий французов была ограничена провозглашением Германией войны России. Условия союза с Россией обязывали Францию также вступить в войну, но правительство плохо понимало, что это повлечёт за собой немедленное нападение Германии. Правительство Франции постоянно подчёркивало, что единственным средством предотвращения войны является заявление Британии о поддержке. 1 августа Пуанкаре в Лондоне вручил королю Георгу V личное письмо, в котором писал:
Я верю, что последняя возможность мирного разрешения конфликта зависит теперь от Британии, Франции и России, которым на данный момент необходимо проявить единство в их дипломатических действиях, тогда можно закономерно рассчитывать на сохранение мира.
В своём ответе король уклонялся ещё больше, чем британское правительство. На это время французы надеялись уже не только на моральную поддержку, но и на совместные действия флота и армии, однако позиция Британии по-прежнему была нечёткой.
Только когда Германия оккупировала Люксембург и поступили известия о нарушении французской границы, британский кабинет министров подтвердил свои обязанности по Франции и принял решение о её защите на море в случае входа немецкого флота в Ла-Манш или военных операций против французов через Северное море. Кабинет министров Великобритании заявил, что нарушение нейтралитета Бельгии является поводом к войне, но о высадке британцами сухопутных сил на континенте речь ещё не шла. Давление французской дипломатии в этом направлении в условиях мобилизации российских и французских сил долгое время не приводило к ожидаемым последствиям.

### Немецко-французские отношения

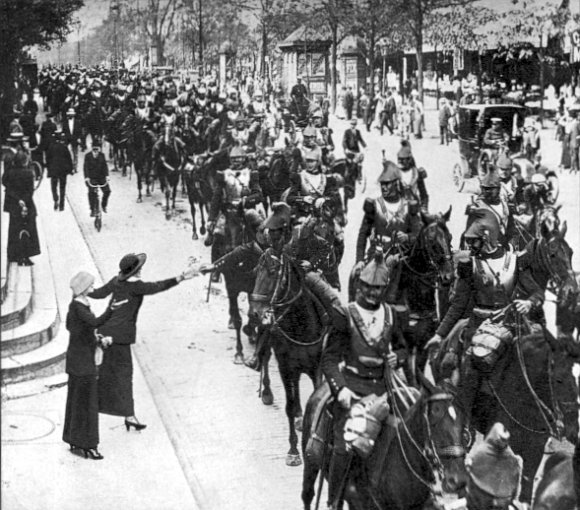
Французская конница на улицах Парижа. 2 августа 1914

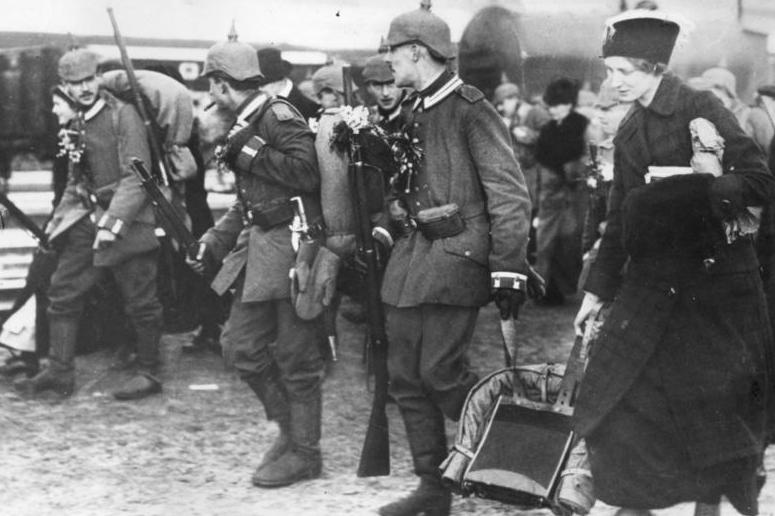
Мобилизованные немецкие солдаты в Берлине, 1914

В течение 2 и 3 августа в Европе распространились слухи о военных действиях на Западе. И французское, и немецкое правительства взаимно обвиняли друг друга. Зафиксированы были случаи пересечения границы патрулями с обеих сторон, а в прессе публиковались донесения, которые после проверки оказывались фальсификациями (например, о бомбардировке французским аэропланом Нюрнберга или сознательное заражение холерой).
1 августа немцы подали декларацию о том, что Франция должна оставаться нейтральной в войне с Россией, однако приказали своему послу в Париже пока не передавать её. Возникли разногласия по поводу того, как именно передать Франции объявления о войне. Мольтке и государственный секретарь флота Альфред фон Тирпиц вообще не видели в этом необходимости, ведь надеялись, что Франция первой начнет боевые действия. Французская и немецкая декларации вышли через несколько часов одна за другой, однако в отличие от Франции, которая могла ждать, немцы для успешной реализации плана Шлиффена должны были торопиться.
Вечером 2 августа Бельгии был предоставлен ультиматум со сроком в сутки. Он был решительно отвергнут бельгийским правительством и королём как и заявление о том, что для королевства якобы существует определённая французская угроза. В ответ сразу же были отданы приказы о наступлении немецких войск на Бельгию.
С тех пор как для Германии, так и для Франции важным было объяснить своим народам политику войны и обосновать необходимость её ведения нейтральным государствам, которых они надеялись втянуть в конфликт. Немцы, подчеркивая, что русские первыми объявили о мобилизации, пытались переложить на Россию часть вины, хотя именно они провозгласили войну официально. Выступление против Франции ослабило их позиции, а передача декларации о войне вместе со вторжением в Бельгию сделали дальнейшее обращение Германии к Британии невозможным. После официального выражения позиции Британии Грей 3 августа телеграфировал в Берлин, настаивая на необходимости сохранения бельгийского нейтралитета. В этот же день Германия официально объявила войну Франции. 6 августа британский кабинет наконец согласился отправить во Францию Британские экспедиционные силы.

## Позиция Италии
Италия была единственной из влиятельных стран, что сохраняла в период кризиса определённую самостоятельность действий. Министр иностранных дел Италии маркиз ди Сан-Джулиано наблюдал за происходящим с волнением, однако с намерением действовать исключительно в национальных интересах. Формально Италия находилась в союзе с Германией и Австро-Венгрией, который был восстановлен в 1912 году. На самом же деле итальянско-австрийские отношения были натянутыми из-за национальных интересов итальянцев в империи, а также стремления к возвращению Триеста, Южного Тироля и претензий на далматинское побережье. Кроме того, между правительствами обоих государств постоянно возникали конфликты из-за вновь созданного Албанского княжества, на территории которого сходились их стратегические планы.
Итальянское правительство было обеспокоено неопределённым характером австрийских действий против Сербии. Некоторые компенсации Италии могло предоставить то, что Австро-Венгрия потребовала итальянской поддержки. 9 июля на переговорах с германским послом итальянской стороне дали понять, что без серьёзной военной поддержки Австрии на территориальные уступки надеяться не стоит. Италия до последнего отказывалась принимать на себя подобные обязательства из-за того, что это не имело для неё смысла и надеялась избежать войны, хотя это не мешало ей видеть и дальше своими союзниками Австро-Венгрию и Германию (планы кооперации и совместных военных действий на обоих фронтах и на море всё же разрабатывались). Итальянцы были уверены, что со вступлением в войну Британии побережья Италии будут атакованы, а торговля разрушена; наряду с этим сильно было антиавстрийское общественное мнение.
После долгих раздумий 2 августа итальянское правительство незначительным большинством голосов приняло решение оставаться нейтральным. Сан-Джулиано надеялся, что впоследствии он сможет проводить нейтральную политику, формально не выходя из состава Тройственного союза, однако подобные попытки Австро-Венгрия расценила как шантаж.
Во время кризиса Франция и Великобритания воздерживались от любого давления на Италию, хотя британцы и желали объединения с итальянцами при первой же возможности посредничества. Итальянскую декларацию о нейтралитете Великобритания восприняла с облегчением; оба государства надеялись, что Италия сможет ещё больше отдалиться от Германии с Австрией. В первые месяцы войны дипломатические усилия великих держав были направлены на получение поддержки Италии так же, как и других неприсоединившихся стран (нейтральной с 3 августа Румынии, Греции и Болгарии).
Австрийская декларация о войне от 6 августа стала просчётом для империи, поскольку чиновники надеялись на запугивание России. Франция и Великобритания объявили войну Австрии 12 августа весьма неохотно. Характер условий и сроки деклараций о войне зависели от того, что все правительства хотели оправдать свои действия перед собственными гражданами, однако мало кто понимал истинные причины, продолжительность и последствия войны.

## Последствия кризиса
События июля 1914 года сделали начало боевых действий в Европе неотвратимым. В историографии разных стран встречаются обвинения в развязывании войны как в сторону Германии или Австро-Венгрии, так и стран Антанты. В общем, вина за это лежит на правительственных чиновниках практически всех стран, что так или иначе были вовлечены в кризис и либо принимали решение второпях (например, необдуманные действия Хельмута Мольтке), или вообще воздержались от любых действий и полагались на случай (длительное маневрирование Эдварда Грея). Отдельные политики своими действиями вообще исключали мирное решение июльского кризиса.
Затягивание решений со стороны правительств разных стран ещё больше привело к обострению международной ситуации. Надеясь не потерять свои колониальные владения и сохранить господство на море, британское правительство в результате фактически способствовало переходу европейской войны в мировую. Решение британцев также повлияло и на дальнейшую позицию США. 6 августа Австро-Венгрия формально заявила о войне с Российской империей. С этого времени основные усилия дипломатии как Антанты, так и Тройственного союза были направлены на поиск новых союзников. Так, 23 августа на стороне Антанты выступила Япония, а в октябре к Тройственному союзу присоединилась Османская империя.

## Документалистика
- Документальный фильм о начале Первой мировой войны на основе переписки российского императора Николая II и немецкого кайзера Вильгельма II. Режиссёр: Сергей Босенко. ГТРК «Культура». 2014 г (6 июля 2019). Вилли и Ники.  53 мин. ГТРК «Культура». {{cite episode}}: |series= пропущен или пуст (справка)